# كل بيت له راجل (فلم)
كل بيت له راجل (بالإنجليزية: Kul Bayt Lahu Rajel) هو فيلم دراما تم إنتاجه في مصر من إخراج أحمد كامل مرسي وصدر في سنة 1949.

## بطولة
- أمينة رزق:امينة هانم / الأم
- فاتن حمامة:فاتن أنيس كامل
- محمود المليجي:محمود بيه رامز
- عبد العزيز أحمد:عزت بيه
- محمد كامل:عمر - السائق
- عبد العزيز محمود:الفلاح المطرب
- شوشو عز الدين:ميمى عزت
- عبد العليم خطاب:سالم - ناظر العزبة
- لطفي الحكيم:عبد العزيز - العمدة
- حسنة سليمان:قمر - خادمة أمينه هانم
- زكي محمد حسن:البوسطجى
- مجدى فريد:فريد
- وجيه عزت

## روابط خارجية
- مقالات تستعمل روابط فنية بلا صلة مع ويكي بيانات